# Los Corrales, Durango
Los Corrales är en ort i Mexiko.   Den ligger i kommunen Tepehuanes och delstaten Durango, i den centrala delen av landet, 900 km nordväst om huvudstaden Mexico City. Los Corrales ligger 1 722 meter över havet och antalet invånare är 265.
Terrängen runt Los Corrales är varierad. Los Corrales ligger nere i en dal. Runt Los Corrales är det mycket glesbefolkat, med 6 invånare per kvadratkilometer. Närmaste större samhälle är Los Herrera, 8,4 km sydost om Los Corrales. Omgivningarna runt Los Corrales är i huvudsak ett öppet busklandskap.